# Konkurs (film)
Konkurs je středometrážní filmový debut režiséra Miloše Formana z roku 1963. Konkurs je také název povídkového filmu, který byl uveden v českých kinech a zahrnuje kromě stejnojmenného snímku také Formanův film Kdyby ty muziky nebyly.

## Příběh
Miloš Forman společně s Ivanem Passerem a kameramanem Miroslavem Ondříčkem se rozhodli zaznamenat zákulisí konkurzu na nové zpěváky do populárního Divadla Semafor. Uchazeči a především uchazečky mají připravená vystoupení v tehdy moderních stylech, jako je jazz, swing, big bít nebo twist. Ve filmu zaznívají populární písně, jako Oliver Twist, Sluníčko nebo Normálně.

## Zpracování
Snímek je natáčen ruční kamerou 16mm Pentaflex ve stylu cinéma verité, který byl populární na konci 50. a počátku 60. let. Vystoupení a rozhovory jsou snímány kontaktním zvukem, který podporuje autenticitu celého filmu. Nejedná se o čistě dokumentární ani hraný film, ale spíše observační, lehce stylizovaný snímek.
| „                                       | Pustili jsme se do jakéhosi němého dokumentu o divadle Semafor, které právě začínalo být v Praze šlágrem. Chodili jsme tehdy po budově a zaznamenávali její život. V té době se v Semaforu zrovna pořádal konkurz na zpěvačku. Bylo až neuvěřitelné, jakou moc má mikrofon. Ty dívky k němu přistupovaly, jako by to byla kouzelná hůlka, která je obdaří skvělým hlasem a krásou. Tuctové nanynky se nakrucovaly a diblíkovaly, hudebně hluché holky do něho z plna hrdla vyly a upejpavé trémistky se před ním nechaly natahovat na skřipec veřejné kritiky. | “ |
| — NOVÁK, Jan, FORMAN, Miloš. Co já vím? | |   |

## Vystupují
- Jiří Suchý
- Jiří Šlitr
- Hana Hegerová
- Věra Křesadlová
- Ladislav Jakim
- Karel Mareš
- Pavel Sedláček
- Pavlína Filipovská
- Yvonne Přenosilová

## Štáb
- Režie, scénář: Miloš Forman
- Kamera: Miroslav Ondříček
- Střih: Miroslav Hájek
- Hudba: Jiří Suchý, Jiří Šlitr, různí interpreti, Orchestr Ferdinanda Havlíka

## Uvedení
Uvedení snímku bylo v socialistickém režimu podmíněno tím, že Forman dotočí ještě další část povídkového filmu pro uvedení v kinech. Snímek byl pak jako povídkový film uveden do československých kin 28. února 1964. Distribuční slogan filmu zněl: „Kmoch – Šlitr – Suchý v českém hudebním filmu. Český hudební film. Vtipné hudební fejetony.“